# Пламен Николов (режисьор)
Пламен Николов е български режисьор, художник и аниматор.

## Биография
Роден е на 9 февруари 1986 г. в град Пловдив. През 2011 г. завършва „Анимационна режисура" в Нов български университет в класа на проф. Иван Веселинов. През 2014 г. получава наградата за режисьорски дебют на Българската филмова академия за филма „Нощта на бухала“..

## Филмография
- Човекът кал (2020)
- Съседски неволи (2016)
- Нощта на бухала (2013)